# Rajd Wisły 1996
Rajd Wisły 1996 – 44. edycja Rajdu Wisły. Był to rajd samochodowy rozgrywany od 20 do 21 września 1996 roku. Była to siódma runda Rajdowych Samochodowych Mistrzostw Polski w roku 1996. Rajd składał się z dwudziestu siedmiu odcinków specjalnych (pięć odwołano).

## Wyniki końcowe rajdu[1]
| Miejsce | Kierowca            | Pilot              | Samochód                  | Czas      | Strata   | Grupa Klasa |
| ------- | ------------------- | ------------------ | ------------------------- | --------- | -------- | ----------- |
| 1       | Robert Herba        | Artur Skorupa      | Toyota Celica Turbo 4WD   | 1:32:45   | -        | A8          |
| 2       | Robert Gryczyński   | Tadeusz Burkacki   | Toyota Celica Turbo 4WD   | 1:33:14.0 | +29.0    | A8          |
| 3       | Waldemar Doskocz    | Aleksander Dragon  | Renault Clio Maxi         | 1:34:01.0 | +1:16.0  | A7          |
| 4       | Janusz Kulig        | Jarosław Baran     | Opel Astra GSi 16V        | 1:38:26.0 | +5:41.0  | A7          |
| 5       | Leszek Kuzaj        | Jakub Mroczkowski  | Mitsubishi Lancer Evo III | 1:40:48.0 | +8:03.0  | N4          |
| 6       | Jarosław Pineles    | Maciej Wodniak     | Opel Astra GSi 16V        | 1:46:38.0 | +13:53.0 | A7          |
| 7       | Jerzy Wierzbołowski | Bogusław Lepiarz   | Ford Sierra Cosworth 4x4  | 2:34:45   | +18:06   | N4          |
| 8       | Cezary Zaleski      | Krzysztof Rzucidło | Opel Kadett GSI 16V       | 1:47:45.0 | +15:00.0 | N3          |
| 9       | Juliusz Palonka     | Stanisław Bazan    | Subaru Legacy RS 4WD      | 1:49:05.0 | +16:20.0 | N4          |
| 10      | Jerzy Dyszy         | Jacek Rathe        | Renault Clio Williams     | 1:49:13.0 | +16:28.0 | N3          |